# Carpenters/Auszeichnungen für Musikverkäufe

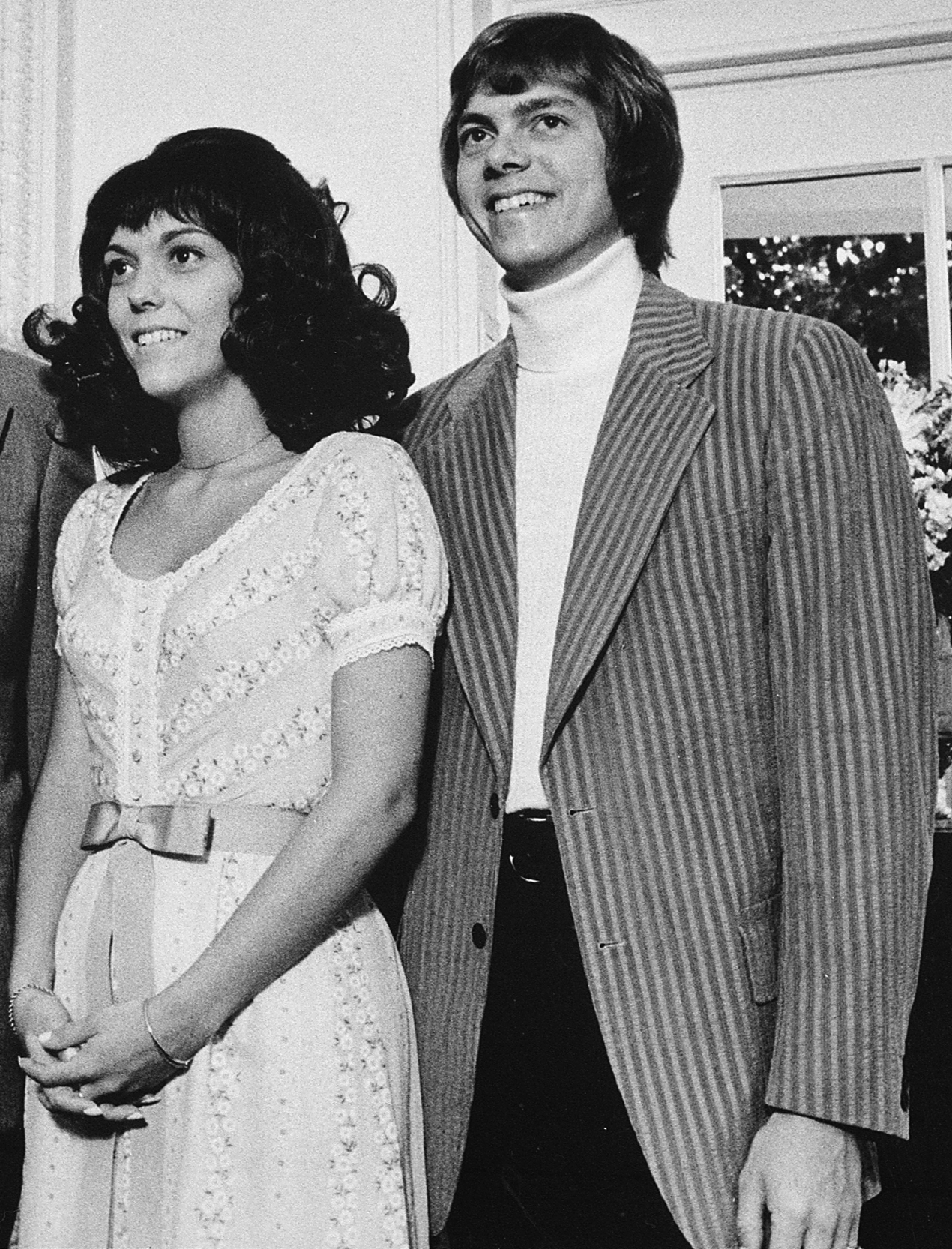
Carpenters

Dies ist eine Übersicht über die Auszeichnungen für Musikverkäufe der US-amerikanischen Pop-Duo Carpenters. Die Auszeichnungen finden sich nach ihrer Art (Gold, Platin usw.), nach Staaten getrennt in chronologischer Reihenfolge, geordnet sowie nach den Tonträgern selbst, ebenfalls in chronologischer Reihenfolge, getrennt nach Medium (Alben, Singles usw.), wieder.

## Auszeichnungen
| - Vereinigtes Königreich - 1973: für die Single Yesterday Once More (Physisch) - 1973: für das Album Top Of The World - 1974: für die Single Top of the World - 1975: für die Single Please Mr. Postman - 1977: für das Album The Carpenters Collection - 1981: für das Album Made in America - 2013: für das Album Reflections - 2017: für das Album The Nation’s Favourite Songs - 2020: für die Single We’ve Only Just Begun - 2024: für die Single Yesterday Once More (Digital) - Argentinien - 1990: für das Album Only Yesterday – Richard & Karen Carpenter’s Greatest Hits - 1996: für das Album 22 Hits of The Carpenters - Australien - 1972: für das Album Carpenters - 1972: für das Album Close to You - 1972: für die Single (They Long to Be) Close to You - 2010: für das Videoalbum Gold - Brasilien - 1994: für das Album The Best of the Carpenters - Deutschland - 1981: für das Album Beautiful Moments - Finnland - 1991: für das Album Only Yesterday – Richard & Karen Carpenter’s Greatest Hits - Hongkong - 1979: für das Album A Kind of Hush - 1980: für das Album Classic - Japan - 1994: für das Album Yesterday Once More - 2001: für das Album As Time Goes By - 2009: für das Album 40/40 - 2017: für die Single Superstar (Digital) - Kanada - 1976: für die Single Please Mr. Postman - 1976: für das Album Horizon - 1981: für das Album Christmas Portrait - Mexiko - 1990: für das Album Only Yesterday – Richard & Karen Carpenter’s Greatest Hits - Neuseeland - 1978: für das Album Horizon - 2009: für das Videoalbum Gold - Vereinigte Staaten - 1970: für die Single (They Long to Be) Close to You - 1970: für die Single We’ve Only Just Begun - 1971: für die Single For All We Know - 1971: für die Single Rainy Days and Mondays - 1971: für die Single Superstar - 1973: für die Single Sing - 1973: für die Single Yesterday Once More - 1973: für die Single Top of the World - 1975: für die Single Please Mr. Postman - 1976: für das Album A Kind of Hush - 1998: für das Album Voice of the Heart - 1998: für das Album An Old-Fashioned Christmas - 2000: für das Album Love Songs - 2004: für das Videoalbum Close to You: Remembering the Carpenters - 2004: für das Album Carpenters Gold: 35th Anniversary Edition - 2010: für das Videoalbum Gold - Vereinigtes Königreich - 1975: für das Album Horizon - 1976: für das Album Now and Then - 1976: für das Album A Kind of Hush - 1978: für das Album Passage - 1983: für das Album Voice of the Heart - 1990: für das Album Live at the Palladium - 1994: für das Album Interpretations – A 25th Anniversary - 1997: für das Album The Best of the Carpenters - 1998: für das Album Love Songs - 2013: für das Videoalbum Interpretations – A 25th Anniversary - 2013: für das Videoalbum Gold - 2013: für das Album The Ultimate Collection - 2013: für das Album 40/40 - 2016: für das Album Singles: 1969–1981 - 2019: für das Album Carpenters with the Royal Philharmonic Orchestra - 2024: für die Single (They Long to Be) Close to You | - Argentinien - 1996: für das Videoalbum 22 Hits of The Carpenters - Australien - 1990: für das Album Only Yesterday – Richard & Karen Carpenter’s Greatest Hits - Europa - 2010: für das Album Gold – Greatest Hits - Hongkong - 1979: für das Album The Singles 1974–1978 - 1990: für das Album Yesterday Once More - Japan - 2020: für die Single Top of the World (Digital) - Kanada - 1978: für das Album The Singles 1969–1973 - Neuseeland - 1983: für das Album The Very Best Of The Carpenters - 1995: für das Album The Best of the Carpenters - Niederlande - 1974: für das Album Now and Then - 1974: für das Album The Singles 1969–1973 - Vereinigte Staaten - 1998: für das Album Christmas Portrait - 1998: für das Album Horizon - Vereinigtes Königreich - 1974: für das Album The Singles 1969–1973 - 1978: für das Album The Singles 1974–1978 - 1984: für das Album Yesterday Once More - 2013: für das Album Carpenters | - Neuseeland - 2006: für das Album Gold – Greatest Hits - Vereinigte Staaten - 1998: für das Album Close to You - 1998: für das Album Now and Then - 1998: für das Album Yesterday Once More - Vereinigte Staaten - 1998: für das Album A Song for You - Japan - 1996: für die Single Top of the World - Vereinigte Staaten - 1998: für das Album Carpenters - Vereinigtes Königreich - 1993: für das Album Only Yesterday – Richard & Karen Carpenter’s Greatest Hits - 2024: für das Album Gold – Greatest Hits - Vereinigte Staaten - 1998: für das Album The Singles 1969–1973 - Neuseeland - 1991: für das Album Only Yesterday – Richard & Karen Carpenter’s Greatest Hits - Japan - 1996: für das Album The Best of the Carpenters |

## Auszeichnungen nach Alben

### Close to You
| Land/Region                  | Auszeichnungen für Musikverkäufe (Land/Region, Auszeichnung, Verkäufe) | Verkäufe  |
| ---------------------------- | ---------------------------------------------------------------------- | --------- |
| Australien (ARIA)            | Gold                                                                   | 20.000    |
| Vereinigte Staaten (RIAA)    | 2× Platin                                                              | 2.000.000 |
| Vereinigtes Königreich (BPI) | —                                                                      | 1.000.000 |
| Insgesamt                    | 1× Gold · 2× Platin ·                                                  | 3.020.000 |

### Carpenters
| Land/Region                  | Auszeichnungen für Musikverkäufe (Land/Region, Auszeichnung, Verkäufe) | Verkäufe  |
| ---------------------------- | ---------------------------------------------------------------------- | --------- |
| Australien (ARIA)            | Gold                                                                   | 20.000    |
| Vereinigte Staaten (RIAA)    | 4× Platin                                                              | 4.000.000 |
| Vereinigtes Königreich (BPI) | Platin                                                                 | 1.000.000 |
| Insgesamt                    | 1× Gold · 5× Platin ·                                                  | 5.020.000 |

### A Song for You
| Land/Region                  | Auszeichnungen für Musikverkäufe (Land/Region, Auszeichnung, Verkäufe) | Verkäufe  |
| ---------------------------- | ---------------------------------------------------------------------- | --------- |
| Vereinigte Staaten (RIAA)    | 3× Platin                                                              | 3.000.000 |
| Vereinigtes Königreich (BPI) | —                                                                      | 1.000.000 |
| Insgesamt                    | 3× Platin ·                                                            | 4.000.000 |

### Now and Then
| Land/Region                  | Auszeichnungen für Musikverkäufe (Land/Region, Auszeichnung, Verkäufe) | Verkäufe  |
| ---------------------------- | ---------------------------------------------------------------------- | --------- |
| Niederlande (NVPI)           | Platin                                                                 | 100.000   |
| Vereinigte Staaten (RIAA)    | 2× Platin                                                              | 2.000.000 |
| Vereinigtes Königreich (BPI) | Gold                                                                   | 1.000.000 |
| Insgesamt                    | 1× Gold · 3× Platin ·                                                  | 3.100.000 |

### The Singles 1969–1973
| Land/Region                  | Auszeichnungen für Musikverkäufe (Land/Region, Auszeichnung, Verkäufe) | Verkäufe  |
| ---------------------------- | ---------------------------------------------------------------------- | --------- |
| Kanada (MC)                  | Platin                                                                 | 100.000   |
| Niederlande (NVPI)           | Platin                                                                 | 100.000   |
| Vereinigte Staaten (RIAA)    | 7× Platin                                                              | 7.000.000 |
| Vereinigtes Königreich (BPI) | Platin                                                                 | 1.000.000 |
| Insgesamt                    | 10× Platin ·                                                           | 8.200.000 |

### Top Of The World
| Land/Region                  | Auszeichnungen für Musikverkäufe (Land/Region, Auszeichnung, Verkäufe) | Verkäufe |
| ---------------------------- | ---------------------------------------------------------------------- | -------- |
| Vereinigtes Königreich (BPI) | Silber                                                                 | 60.000   |
| Insgesamt                    | 1× Silber ·                                                            | 60.000   |

### The Carpenters Collection
| Land/Region                  | Auszeichnungen für Musikverkäufe (Land/Region, Auszeichnung, Verkäufe) | Verkäufe |
| ---------------------------- | ---------------------------------------------------------------------- | -------- |
| Vereinigtes Königreich (BPI) | Silber                                                                 | 60.000   |
| Insgesamt                    | 1× Silber ·                                                            | 60.000   |

### Horizon
| Land/Region                  | Auszeichnungen für Musikverkäufe (Land/Region, Auszeichnung, Verkäufe) | Verkäufe  |
| ---------------------------- | ---------------------------------------------------------------------- | --------- |
| Kanada (MC)                  | Gold                                                                   | 50.000    |
| Neuseeland (RMNZ)            | Gold                                                                   | 10.000    |
| Vereinigte Staaten (RIAA)    | Platin                                                                 | 1.000.000 |
| Vereinigtes Königreich (BPI) | Gold                                                                   | 100.000   |
| Insgesamt                    | 3× Gold · 1× Platin ·                                                  | 1.160.000 |

### A Kind of Hush
| Land/Region                  | Auszeichnungen für Musikverkäufe (Land/Region, Auszeichnung, Verkäufe) | Verkäufe |
| ---------------------------- | ---------------------------------------------------------------------- | -------- |
| Hongkong (IFPI/HKRIA)        | Gold                                                                   | 10.000   |
| Vereinigte Staaten (RIAA)    | Gold                                                                   | 500.000  |
| Vereinigtes Königreich (BPI) | Gold                                                                   | 100.000  |
| Insgesamt                    | 3× Gold ·                                                              | 610.000  |

### Live at the Palladium
| Land/Region                  | Auszeichnungen für Musikverkäufe (Land/Region, Auszeichnung, Verkäufe) | Verkäufe |
| ---------------------------- | ---------------------------------------------------------------------- | -------- |
| Vereinigtes Königreich (BPI) | Gold                                                                   | 100.000  |
| Insgesamt                    | 1× Gold ·                                                              | 100.000  |

### Passage
| Land/Region                  | Auszeichnungen für Musikverkäufe (Land/Region, Auszeichnung, Verkäufe) | Verkäufe |
| ---------------------------- | ---------------------------------------------------------------------- | -------- |
| Vereinigtes Königreich (BPI) | Gold                                                                   | 100.000  |
| Insgesamt                    | 1× Gold ·                                                              | 100.000  |

### The Singles 1974–1978
| Land/Region                  | Auszeichnungen für Musikverkäufe (Land/Region, Auszeichnung, Verkäufe) | Verkäufe |
| ---------------------------- | ---------------------------------------------------------------------- | -------- |
| Hongkong (IFPI/HKRIA)        | Platin                                                                 | 20.000   |
| Vereinigtes Königreich (BPI) | Platin                                                                 | 300.000  |
| Insgesamt                    | 2× Platin ·                                                            | 320.000  |

### Christmas Portrait
| Land/Region               | Auszeichnungen für Musikverkäufe (Land/Region, Auszeichnung, Verkäufe) | Verkäufe  |
| ------------------------- | ---------------------------------------------------------------------- | --------- |
| Kanada (MC)               | Gold                                                                   | 50.000    |
| Vereinigte Staaten (RIAA) | Platin                                                                 | 1.000.000 |
| Insgesamt                 | 1× Gold · 1× Platin ·                                                  | 1.050.000 |

### Classic
| Land/Region           | Auszeichnungen für Musikverkäufe (Land/Region, Auszeichnung, Verkäufe) | Verkäufe |
| --------------------- | ---------------------------------------------------------------------- | -------- |
| Hongkong (IFPI/HKRIA) | Gold                                                                   | 10.000   |
| Insgesamt             | 1× Gold ·                                                              | 10.000   |

### Beautiful Moments
| Land/Region        | Auszeichnungen für Musikverkäufe (Land/Region, Auszeichnung, Verkäufe) | Verkäufe |
| ------------------ | ---------------------------------------------------------------------- | -------- |
| Deutschland (BVMI) | Gold                                                                   | 250.000  |
| Insgesamt          | 1× Gold ·                                                              | 250.000  |

### Made in America
| Land/Region                  | Auszeichnungen für Musikverkäufe (Land/Region, Auszeichnung, Verkäufe) | Verkäufe |
| ---------------------------- | ---------------------------------------------------------------------- | -------- |
| Vereinigtes Königreich (BPI) | Silber                                                                 | 60.000   |
| Insgesamt                    | 1× Silber ·                                                            | 60.000   |

### Voice of the Heart
| Land/Region                  | Auszeichnungen für Musikverkäufe (Land/Region, Auszeichnung, Verkäufe) | Verkäufe |
| ---------------------------- | ---------------------------------------------------------------------- | -------- |
| Vereinigte Staaten (RIAA)    | Gold                                                                   | 500.000  |
| Vereinigtes Königreich (BPI) | Gold                                                                   | 100.000  |
| Insgesamt                    | 2× Gold ·                                                              | 600.000  |

### The Very Best Of The Carpenters
| Land/Region       | Auszeichnungen für Musikverkäufe (Land/Region, Auszeichnung, Verkäufe) | Verkäufe |
| ----------------- | ---------------------------------------------------------------------- | -------- |
| Neuseeland (RMNZ) | Platin                                                                 | 20.000   |
| Insgesamt         | 1× Platin ·                                                            | 20.000   |

### An Old-Fashioned Christmas
| Land/Region               | Auszeichnungen für Musikverkäufe (Land/Region, Auszeichnung, Verkäufe) | Verkäufe |
| ------------------------- | ---------------------------------------------------------------------- | -------- |
| Vereinigte Staaten (RIAA) | Gold                                                                   | 500.000  |
| Insgesamt                 | 1× Gold ·                                                              | 500.000  |

### Yesterday Once More
| Land/Region                  | Auszeichnungen für Musikverkäufe (Land/Region, Auszeichnung, Verkäufe) | Verkäufe  |
| ---------------------------- | ---------------------------------------------------------------------- | --------- |
| Hongkong (IFPI/HKRIA)        | Platin                                                                 | 20.000    |
| Japan (RIAJ)                 | Gold                                                                   | 100.000   |
| Vereinigte Staaten (RIAA)    | 2× Platin                                                              | 2.000.000 |
| Vereinigtes Königreich (BPI) | Platin                                                                 | 300.000   |
| Insgesamt                    | 1× Gold · 4× Platin ·                                                  | 2.420.000 |

### Only Yesterday – Richard & Karen Carpenter’s Greatest Hits
| Land/Region                  | Auszeichnungen für Musikverkäufe (Land/Region, Auszeichnung, Verkäufe) | Verkäufe  |
| ---------------------------- | ---------------------------------------------------------------------- | --------- |
| Argentinien (CAPIF)          | Gold                                                                   | 30.000    |
| Australien (ARIA)            | Platin                                                                 | 70.000    |
| Finnland (IFPI)              | Gold                                                                   | 25.000    |
| Mexiko (AMPROFON)            | Gold                                                                   | 100.000   |
| Neuseeland (RMNZ)            | 8× Platin                                                              | 120.000   |
| Vereinigtes Königreich (BPI) | 5× Platin                                                              | 1.500.000 |
| Insgesamt                    | 3× Gold · 14× Platin ·                                                 | 1.845.000 |

### The Best of the Carpenters
| Land/Region                  | Auszeichnungen für Musikverkäufe (Land/Region, Auszeichnung, Verkäufe) | Verkäufe  |
| ---------------------------- | ---------------------------------------------------------------------- | --------- |
| Brasilien (PMB)              | Gold                                                                   | 100.000   |
| Japan (RIAJ)                 | 2× Diamant                                                             | 2.000.000 |
| Neuseeland (RMNZ)            | Platin                                                                 | 15.000    |
| Vereinigtes Königreich (BPI) | Gold                                                                   | 100.000   |
| Insgesamt                    | 2× Gold · 1× Platin · 2× Diamant ·                                     | 2.215.000 |

### Interpretations – A 25th Anniversary
| Land/Region                  | Auszeichnungen für Musikverkäufe (Land/Region, Auszeichnung, Verkäufe) | Verkäufe |
| ---------------------------- | ---------------------------------------------------------------------- | -------- |
| Vereinigtes Königreich (BPI) | Gold                                                                   | 100.000  |
| Insgesamt                    | 1× Gold ·                                                              | 100.000  |

### 22 Hits of The Carpenters
| Land/Region         | Auszeichnungen für Musikverkäufe (Land/Region, Auszeichnung, Verkäufe) | Verkäufe |
| ------------------- | ---------------------------------------------------------------------- | -------- |
| Argentinien (CAPIF) | Gold                                                                   | 30.000   |
| Insgesamt           | 1× Gold ·                                                              | 30.000   |

### Love Songs
| Land/Region                  | Auszeichnungen für Musikverkäufe (Land/Region, Auszeichnung, Verkäufe) | Verkäufe |
| ---------------------------- | ---------------------------------------------------------------------- | -------- |
| Vereinigte Staaten (RIAA)    | Gold                                                                   | 500.000  |
| Vereinigtes Königreich (BPI) | Gold                                                                   | 100.000  |
| Insgesamt                    | 2× Gold ·                                                              | 600.000  |

### Reflections
| Land/Region                  | Auszeichnungen für Musikverkäufe (Land/Region, Auszeichnung, Verkäufe) | Verkäufe |
| ---------------------------- | ---------------------------------------------------------------------- | -------- |
| Vereinigtes Königreich (BPI) | Silber                                                                 | 60.000   |
| Insgesamt                    | 1× Silber ·                                                            | 60.000   |

### As Time Goes By
| Land/Region  | Auszeichnungen für Musikverkäufe (Land/Region, Auszeichnung, Verkäufe) | Verkäufe |
| ------------ | ---------------------------------------------------------------------- | -------- |
| Japan (RIAJ) | Gold                                                                   | 100.000  |
| Insgesamt    | 1× Gold ·                                                              | 100.000  |

### Gold – Greatest Hits
| Land/Region                  | Auszeichnungen für Musikverkäufe (Land/Region, Auszeichnung, Verkäufe) | Verkäufe    |
| ---------------------------- | ---------------------------------------------------------------------- | ----------- |
| Europa (IFPI)                | Platin                                                                 | (1.000.000) |
| Neuseeland (RMNZ)            | 2× Platin                                                              | 30.000      |
| Vereinigtes Königreich (BPI) | 5× Platin                                                              | 1.500.000   |
| Insgesamt                    | 8× Platin ·                                                            | 1.530.000   |

### Carpenters Gold: 35th Anniversary Edition
| Land/Region               | Auszeichnungen für Musikverkäufe (Land/Region, Auszeichnung, Verkäufe) | Verkäufe |
| ------------------------- | ---------------------------------------------------------------------- | -------- |
| Vereinigte Staaten (RIAA) | Gold                                                                   | 500.000  |
| Insgesamt                 | 1× Gold ·                                                              | 500.000  |

### The Ultimate Collection
| Land/Region                  | Auszeichnungen für Musikverkäufe (Land/Region, Auszeichnung, Verkäufe) | Verkäufe |
| ---------------------------- | ---------------------------------------------------------------------- | -------- |
| Vereinigtes Königreich (BPI) | Gold                                                                   | 100.000  |
| Insgesamt                    | 1× Gold ·                                                              | 100.000  |

### 40/40
| Land/Region                  | Auszeichnungen für Musikverkäufe (Land/Region, Auszeichnung, Verkäufe) | Verkäufe |
| ---------------------------- | ---------------------------------------------------------------------- | -------- |
| Japan (RIAJ)                 | Gold                                                                   | 100.000  |
| Vereinigtes Königreich (BPI) | Gold                                                                   | 100.000  |
| Insgesamt                    | 2× Gold ·                                                              | 200.000  |

### Singles: 1969–1981
| Land/Region                  | Auszeichnungen für Musikverkäufe (Land/Region, Auszeichnung, Verkäufe) | Verkäufe |
| ---------------------------- | ---------------------------------------------------------------------- | -------- |
| Vereinigtes Königreich (BPI) | Gold                                                                   | 100.000  |
| Insgesamt                    | 1× Gold ·                                                              | 100.000  |

### The Nation’s Favourite Songs
| Land/Region                  | Auszeichnungen für Musikverkäufe (Land/Region, Auszeichnung, Verkäufe) | Verkäufe |
| ---------------------------- | ---------------------------------------------------------------------- | -------- |
| Vereinigtes Königreich (BPI) | Silber                                                                 | 60.000   |
| Insgesamt                    | 1× Silber ·                                                            | 60.000   |

### Carpenters with the Royal Philharmonic Orchestra
| Land/Region                  | Auszeichnungen für Musikverkäufe (Land/Region, Auszeichnung, Verkäufe) | Verkäufe |
| ---------------------------- | ---------------------------------------------------------------------- | -------- |
| Vereinigtes Königreich (BPI) | Gold                                                                   | 100.000  |
| Insgesamt                    | 1× Gold ·                                                              | 100.000  |

## Auszeichnungen nach Singles

### (They Long to Be) Close to You
| Land/Region                  | Auszeichnungen für Musikverkäufe (Land/Region, Auszeichnung, Verkäufe) | Verkäufe  |
| ---------------------------- | ---------------------------------------------------------------------- | --------- |
| Australien (ARIA)            | Gold                                                                   | 20.000    |
| Vereinigte Staaten (RIAA)    | Gold                                                                   | 1.000.000 |
| Vereinigtes Königreich (BPI) | Gold                                                                   | 400.000   |
| Insgesamt                    | 3× Gold ·                                                              | 1.420.000 |

### We’ve Only Just Begun
| Land/Region                  | Auszeichnungen für Musikverkäufe (Land/Region, Auszeichnung, Verkäufe) | Verkäufe  |
| ---------------------------- | ---------------------------------------------------------------------- | --------- |
| Vereinigte Staaten (RIAA)    | Gold                                                                   | 1.000.000 |
| Vereinigtes Königreich (BPI) | Silber                                                                 | 200.000   |
| Insgesamt                    | 1× Silber · 1× Gold ·                                                  | 1.200.000 |

### For All We Know
| Land/Region               | Auszeichnungen für Musikverkäufe (Land/Region, Auszeichnung, Verkäufe) | Verkäufe  |
| ------------------------- | ---------------------------------------------------------------------- | --------- |
| Vereinigte Staaten (RIAA) | Gold                                                                   | 1.000.000 |
| Insgesamt                 | 1× Gold ·                                                              | 1.000.000 |

### Rainy Days and Mondays
| Land/Region               | Auszeichnungen für Musikverkäufe (Land/Region, Auszeichnung, Verkäufe) | Verkäufe  |
| ------------------------- | ---------------------------------------------------------------------- | --------- |
| Vereinigte Staaten (RIAA) | Gold                                                                   | 1.000.000 |
| Insgesamt                 | 1× Gold ·                                                              | 1.000.000 |

### Superstar
| Land/Region               | Auszeichnungen für Musikverkäufe (Land/Region, Auszeichnung, Verkäufe) | Verkäufe  |
| ------------------------- | ---------------------------------------------------------------------- | --------- |
| Japan (RIAJ)              | Gold                                                                   | 100.000   |
| Vereinigte Staaten (RIAA) | Gold                                                                   | 1.000.000 |
| Insgesamt                 | 2× Gold ·                                                              | 1.100.000 |

### Sing
| Land/Region               | Auszeichnungen für Musikverkäufe (Land/Region, Auszeichnung, Verkäufe) | Verkäufe  |
| ------------------------- | ---------------------------------------------------------------------- | --------- |
| Vereinigte Staaten (RIAA) | Gold                                                                   | 1.000.000 |
| Insgesamt                 | 1× Gold ·                                                              | 1.000.000 |

### Yesterday Once More
| Land/Region                  | Auszeichnungen für Musikverkäufe (Land/Region, Auszeichnung, Verkäufe) | Verkäufe  |
| ---------------------------- | ---------------------------------------------------------------------- | --------- |
| Vereinigte Staaten (RIAA)    | Gold                                                                   | 1.000.000 |
| Vereinigtes Königreich (BPI) | Silber (Physisch) · + Silber (Digital)                                 | 450.000   |
| Insgesamt                    | 2× Silber · 1× Gold ·                                                  | 1.450.000 |

### Top of the World
| Land/Region                  | Auszeichnungen für Musikverkäufe (Land/Region, Auszeichnung, Verkäufe) | Verkäufe  |
| ---------------------------- | ---------------------------------------------------------------------- | --------- |
| Japan (RIAJ)                 | 4× Platin (Physisch) · + Platin (Downloads)                            | 1.050.000 |
| Vereinigte Staaten (RIAA)    | Gold                                                                   | 1.000.000 |
| Vereinigtes Königreich (BPI) | Silber                                                                 | 250.000   |
| Insgesamt                    | 1× Silber · 1× Gold · 5× Platin ·                                      | 2.300.000 |

### Please Mr. Postman
| Land/Region                  | Auszeichnungen für Musikverkäufe (Land/Region, Auszeichnung, Verkäufe) | Verkäufe  |
| ---------------------------- | ---------------------------------------------------------------------- | --------- |
| Kanada (MC)                  | Gold                                                                   | 50.000    |
| Vereinigte Staaten (RIAA)    | Gold                                                                   | 1.000.000 |
| Vereinigtes Königreich (BPI) | Silber                                                                 | 250.000   |
| Insgesamt                    | 1× Silber · 2× Gold ·                                                  | 1.300.000 |

## Auszeichnungen nach Videoalben

### 22 Hits of The Carpenters
| Land/Region         | Auszeichnungen für Musikverkäufe (Land/Region, Auszeichnung, Verkäufe) | Verkäufe |
| ------------------- | ---------------------------------------------------------------------- | -------- |
| Argentinien (CAPIF) | Platin                                                                 | 8.000    |
| Insgesamt           | 1× Platin ·                                                            | 8.000    |

### Close to You: Remembering the Carpenters
| Land/Region               | Auszeichnungen für Musikverkäufe (Land/Region, Auszeichnung, Verkäufe) | Verkäufe |
| ------------------------- | ---------------------------------------------------------------------- | -------- |
| Vereinigte Staaten (RIAA) | Gold                                                                   | 50.000   |
| Insgesamt                 | 1× Gold ·                                                              | 50.000   |

### Interpretations – A 25th Anniversary
| Land/Region                  | Auszeichnungen für Musikverkäufe (Land/Region, Auszeichnung, Verkäufe) | Verkäufe |
| ---------------------------- | ---------------------------------------------------------------------- | -------- |
| Vereinigtes Königreich (BPI) | Gold                                                                   | 25.000   |
| Insgesamt                    | 1× Gold ·                                                              | 25.000   |

### Gold
| Land/Region                  | Auszeichnungen für Musikverkäufe (Land/Region, Auszeichnung, Verkäufe) | Verkäufe |
| ---------------------------- | ---------------------------------------------------------------------- | -------- |
| Australien (ARIA)            | Gold                                                                   | 7.500    |
| Neuseeland (RMNZ)            | Gold                                                                   | 2.500    |
| Vereinigte Staaten (RIAA)    | Gold                                                                   | 50.000   |
| Vereinigtes Königreich (BPI) | Gold                                                                   | 25.000   |
| Insgesamt                    | 4× Gold ·                                                              | 85.000   |

## Statistik und Quellen
| Land/RegionAuszeichnungen für Musikverkäufe (Land/Region, Auszeichnungen, Verkäufe, Quellen) | Silber       | Gold       | Platin       | Diamant     | Verkäufe    | Quellen |
| -------------------------------------------------------------------------------------------- | ------------ | ---------- | ------------ | ----------- | ----------- | --- |
| Argentinien (CAPIF)                                                                          | —            | 2× Gold2   | Platin1      | —           | 68.000      | capif.org.ar (Memento vom 31. Mai 2011 im Internet Archive) AR2 (Memento vom 6. Juli 2011 im Internet Archive) |
| Australien (ARIA)                                                                            | —            | 4× Gold4   | Platin1      | —           | 137.500     | aria.com.au AU2                                                                                                |
| Brasilien (PMB)                                                                              | —            | Gold1      | —            | —           | 100.000     | pro-musicabr.org.br                                                                                            |
| Deutschland (BVMI)                                                                           | —            | Gold1      | —            | —           | 250.000     | musikindustrie.de                                                                                              |
| Europa (IFPI)                                                                                | —            | —          | Platin1      | —           | (1.000.000) | ifpi.org (Memento vom 1. Januar 2014 im Internet Archive)                                                      |
| Finnland (IFPI)                                                                              | —            | Gold1      | —            | —           | 25.000      | ifpi.fi |
| Hongkong (IFPI/HKRIA)                                                                        | —            | 2× Gold2   | 2× Platin2   | —           | 60.000      | ifpihk.org |
| Japan (RIAJ)                                                                                 | —            | 4× Gold4   | 5× Platin5   | 2× Diamant2 | 3.050.000   | riaj.or.jp JP2                                                                                                 |
| Kanada (MC)                                                                                  | —            | 3× Gold3   | Platin1      | —           | 275.000     | musiccanada.com                                                                                                |
| Mexiko (AMPROFON)                                                                            | —            | Gold1      | —            | —           | 100.000     | Einzelnachweise                                                                                                |
| Neuseeland (RMNZ)                                                                            | —            | 2× Gold2   | 12× Platin12 | —           | 197.500     | aotearoamusiccharts.co.nz                                                                                      |
| Niederlande (NVPI)                                                                           | —            | —          | 2× Platin2   | —           | 200.000     | nvpi.nl |
| Vereinigte Staaten (RIAA)                                                                    | —            | 17× Gold17 | 22× Platin22 | —           | 34.600.000  | riaa.com |
| Vereinigtes Königreich (BPI)                                                                 | 10× Silber10 | 16× Gold16 | 14× Platin14 | —           | 13.450.000  | bpi.co.uk |
| Insgesamt                                                                                    | 10× Silber10 | 54× Gold54 | 61× Platin61 | 2× Diamant2 |             | |